# Pikknasv
Pikknasv est une île d'Estonie.